# Aplidium magellanicum
Aplidium magellanicum är en sjöpungsart som beskrevs av Sanamyan och Schories 2003. Aplidium magellanicum ingår i släktet Aplidium och familjen klumpsjöpungar.
Artens utbredningsområde är Södra Ishavet. Inga underarter finns listade i Catalogue of Life.